# ¿Conoces a Joe Black?
¿Conoces a Joe Black? (título original: Meet Joe Black) es una película estadounidense de 1998 dirigida por Martin Brest y protagonizada por Brad Pitt, Anthony Hopkins y Claire Forlani. Fue distribuida por Universal Pictures. Es una nueva versión de la película clásica Death Takes a Holiday de 1934. El músico Jon Bon Jovi se basó en la historia de esta película para componer la letra de su canción "Thank You For Loving Me".

## Sinopsis
Se acerca el 65º. cumpleaños de William "Bill" Parrish (Anthony Hopkins). Hombre honesto, gran magnate de las telecomunicaciones de Nueva York, muy adinerado y dueño de propiedades, con mucho poder e influencia, querido por sus dos hijas, Susan Parrish (Claire Forlani) y Allison Parrish (Marcia Gay Harden). 
Un día en su mansión en las afueras de la ciudad, al despertar, escucha una misteriosa voz dentro de su cabeza que le dice: "Sí". Aquel fenómeno le deja inquieto durante algún tiempo sin entender de qué se trata, viaja a la ciudad para trabajar. A medida que pasa el tiempo Bill entabla conversación con la inquietante voz quien le responde: "Sí, es la respuesta a tu pregunta". A pesar de la confusión inicial, William descubre que su pregunta era su mayor tormento desde hace tiempo "¿Voy a morir?". Bill descubre entonces que se encuentra a las puertas de la muerte. 
Lejos de allí, en una cafetería de la ciudad, se encuentra Susan, una joven y hermosa médica que resulta ser una de las hijas de Bill. Mientras desayuna, Susan entabla conversación con un apuesto desconocido (interpretado por Brad Pitt), recién llegado a la ciudad para trabajar. Enseguida salta una conexión especial entre ambos jóvenes. 
Tras aquel mágico encuentro, ambos deben continuar su camino; sin embargo, ninguno de los dos es capaz de confesar su repentino enamoramiento y mirar atrás antes de alejarse para siempre. Por ello, mientras se alejan, ambos se giran en repetidas ocasiones, intentando volver a cruzar su mirada el uno con el otro, pero esto no sucede ya que ambos lo hacen a destiempo. Finalmente ambos se pierden de vista mutuamente creyendo no haber sido correspondidos. Un instante después, el joven cruza la calle abstraído por sus pensamientos y sufre un trágico accidente, que acaba con su vida al ser atropellado por dos vehículos. 
Al día siguiente, Bill escucha una voz que lo llama desde un salón de su mansión en la ciudad. La voz es de la muerte que se ha personificado tomando el cuerpo del apuesto joven que cautivó a Susan esa misma mañana en el fortuito encuentro de la cafetería. Bill siente un dolor en el pecho, cree que ha llegado su momento, sin embargo la muerte le concede un "impasse", diciéndole que no lo llevará al más allá mientras le sirva de guía en su deseo de conocer cómo es "ser humano". Bill accede ante tan extraña petición e introduce al extraño personaje en su vida. 
Pero las cosas se complican cuando la muerte se reencuentra con Susan, mientras cenaban esa misma noche. Bill, tratando de justificar la presencia del misterioso joven, crea una historia ficticia en torno a él e improvisan el nombre de 'Joe Black' para bautizar al misterioso joven. Susan, al principio se ilusiona con el reencuentro sorpresivo con el apuesto joven recién llegado a la ciudad, pero no tarda en darse cuenta de que el comportamiento de Joe no es el mismo que el del joven misterioso de la cafetería en la mañana, pues para ella es como si fueran dos personas distintas. Sin embargo, la atracción entre ambos surge nuevamente, la muerte sucumbe a la influencia del joven al que poseyó y los sentimientos humanos fluyen entre ambos hasta enamorarse. 
Durante los días posteriores, Bill y Joe comparten su vida cotidiana en la ciudad, hasta el punto de que Joe acompaña a Bill en su día a día en la oficina y de ese modo lo introduce en la historia de su empresa y de la importante situación en la que se encuentra, al verse persuadido a dejar que se fusione con su mayor rival. El mayor responsable de dicha fusión es Drew (Jake Weber), mano derecha de Bill en su empresa y quien posteriormente, descubre que se trata de un traidor que se las ingenia para engañar al consejo directivo, logrando la destitución de Bill y la venta de la empresa a su rival. Bill ahora no quiere vender su parte de la empresa, porque piensa en su pronta muerte y dejar una herencia a sus hijas. 
En días posteriores, Joe visita a Susan en el hospital donde ella trabaja como médica y allí ocurre un encuentro con una anciana, que reconoce a la muerte tras la identidad de Joe. Durante la conversación con la anciana, ella se queja de su dolor por el tumor de su vientre. En ese momento Joe descubre el valor de la compasión y decide aliviar el dolor de la anciana. Posteriormente, Joe vuelve al hospital para visitar a la anciana, ya convaleciente, y tras sostener una conversación le hace entender a Joe que se ha enamorado, pero él le explica sus intenciones de llevarse a Susan consigo. La anciana le dice a Joe que esa decisión es dañina, ya que supone la muerte de Susan y eso va en contra del principio fundamental del amor. Finalmente, Joe reflexiona y tras ello decide darle muerte a la anciana para aliviarla de su sufrimiento, mientras sigue adelante en su intención de llevarse a Susan con él. 
Mientras los acontecimientos transcurren, llega el último día de vida de Bill. A pocos instantes de que se inicie la ceremonia de su último cumpleaños, Joe siente la necesidad de confesar a Bill su enamoramiento hacia Susan y su decisión final, de llevársela consigo hacia el otro mundo, para tenerla por siempre con él. Enfurecido, Bill se enfrenta a Joe por esa decisión y trata de lograr un nuevo acuerdo para salvar la vida de su hija.  
Bill toma conciencia de la encrucijada en la que se encuentra. Le quedan pocas horas de vida, su hija se ha enamorado de un joven desconocido y recién llegado a la ciudad, sin saber que en realidad se trata de la muerte, quien a su vez pretende llevársela al más allá. Por si fuera poco, el legado de Bill, representado en la empresa que fundó de joven e hizo crecer con duro esfuerzo, va a terminar siendo vendida a su mayor rival, quien pretende además destruirla posteriormente, todo ello gracias a la traición de Drew. 
A pesar de la adversidad, Bill se mantiene fiel a su esencia y hará reflexionar a Joe, sobre el verdadero significado del amor y todo lo que ello abarca, especialmente la honestidad, el sacrificio y el hecho de nunca hacer daño a la persona amada. Bill habla con tal intensidad del amor por su hija y de lo que ella siente, que sus palabras calan en la mente de Joe haciéndole comprender que Susan en realidad no se ha enamorado de él, sino de aquel joven desconocido de la cafetería, y que su amor por Susan, también implica el sacrificio de renunciar al deseo de llevarla consigo, para así permitirle vivir una vida plena. Aunque en ese momento no lo confiesa, Joe ha tomado una decisión al respecto y se prepara para su despedida. 
Más tarde, Joe decide conceder un inesperado regalo de cumpleaños a Bill, ayudándole a recuperar el control de su empresa y la dirección de la junta directiva. Para ello montan una trampa a Drew (Jake Weber), lo llaman para una reunión de negocios en su casa de campo, llega en helicóptero considerando ha ganado la partida, reuniéndose con él en el despacho de Bill y haciéndole creer, que Joe es en realidad un inspector de hacienda, que en secreto ha estado asesorando e investigando el procedimiento de fusión entre ambas compañías, detectando en el proceso diversas irregularidades por parte de Drew al estar confabulado con la empresa rival. Drew termina por confesar los hechos sin saber que está siendo escuchado en directo por el teléfono, ante todo el consejo de dirección de la empresa, quienes deciden por unanimidad en ese mismo instante despedir a Drew, restituir a Bill en su puesto de dirección y romper cualquier acuerdo de fusión con la empresa rival. 
Satisfecho y feliz, Bill se reconcilia con su destino y decide dedicar sus últimas horas de vida, a sus hijas Allison y Susan, quienes lo esperan junto al resto de los invitados en una espectacular y entrañable última fiesta de cumpleaños. Bill aprovecha la ocasión para dedicar unas palabras a todos los presentes en un emotivo discurso donde les agradece por haberle ayudado a tener una espléndida y maravillosa vida. 
Durante la fiesta, Joe se encuentra con Susan y ambos se confiesan su amor. Susan se muestra dispuesta a seguir a Joe, pero a pesar de sus intenciones iniciales, Joe por fin ha comprendido el verdadero significado del amor y renuncia a llevársela consigo despidiéndose de ella. Confusa por sus sentimientos, percibe que tras ese momento se esconde una despedida que va más allá de lo que imagina.
Posteriormente Bill se despide efusivamente de sus hijas, haciéndoles saber lo orgulloso que se siente de ellas y lo feliz que lo han hecho siempre, tras lo cual comparte un último baile con Susan. Mientras tanto, a lo lejos, Joe espera a Bill mientras lo observa danzando con su hija. En ese instante, Joe derrama unas lágrimas por primera vez. 
Ante un espectacular castillo de fuegos artificiales, Bill se acerca a Joe y ambos mantienen una última conversación en la que Joe confiesa que finalmente ha decidido no llevarse consigo a Susan. Un agradecido Bill se muestra preocupado por el nuevo destino de Susan, al pensar en su tristeza cuando descubra que su padre ha muerto y ni Joe ni el misterioso joven de la cafetería regresarán a su vida. Sin embargo, Joe le da una reconfortante respuesta, "No te preocupes, esas cosas pueden arreglarse".
Joe aprovecha la ocasión para agradecer a Bill por su existencia y por todo lo que le ha permitido aprender. Bill por fin se siente en paz para emprender la marcha. En ese momento, ambos miran por última vez al mundo que los rodea y emprenden el camino de no retorno alejándose del lugar. Sin embargo, durante un instante Bill se detiene y le pregunta a Joe "¿Debo tener miedo?", a lo que Joe responde con un contundente "Un hombre como tú, no." Bill sonríe en silencio y ambos reemprenden con paso firme el camino hacia el más allá. 
Mientras se alejan, Susan los ve a la distancia y trata de perseguirlos, pero comprende que se marchan para siempre. No logra alcanzarlos y los dos hombres desaparecen tras un pequeño puente; sin embargo, el rostro de Susan cambia por completo al ver que detrás del puente emerge la figura del joven misterioso, quien se dirige hacia ella.
Algo confuso por la situación, el joven no recuerda ninguno de los eventos que han ocurrido desde el momento de su muerte hasta su regreso, ni siquiera es consciente de cómo llegó allí. Entonces, una desconcertada pero complacida Susan parece haber comprendido, por fin, que se encuentra ante su verdadero amor. Aunque triste (por la pérdida de su padre y de Joe), ante ella se abre una nueva etapa y la chispa entre ambos jóvenes vuelve a surgir.

## Reparto
- Brad Pitt como Joe Black.
- Anthony Hopkins como William Parrish.
- Claire Forlani como Susan Parrish.
- Jake Weber como Drew.
- Marcia Gay Harden como Allison Parrish.
- Jeffrey Tambor como Quince, marido de Allison.

## Recepción
La película recibió reseñas mixtas de parte de la crítica, con la mayoría elogiando las actuaciones pero criticando las tres horas de duración de la película, el ritmo lento y el guion. Roger Ebert le dio tres estrellas de cuatro posibles, pero expresó su desagrado con las líneas periféricas de la historia y el final, que consideró demasiado largo. Concluyó que a pesar de sus defectos, "hay muchas cosas buenas en esta película".